# Believe My Love/友情物語
『Believe My Love/友情物語』是Aice5第1張單曲。2006年5月24日由STARCHILD（King Records）發售。

## 概要
- 兩A面單曲，初回限定盤（KICM-91165）和通常盤（KICM-1165）2種類發售。初回限定盤有写真集付送。

## 收錄曲
1. Believe My Love [3:04]
  - 作詞：Shoko、作曲・編曲：水島康貴
2. 友情物語 [4:08]
  - 作詞：有森聡美、作曲・編曲：大川茂伸

  - 東京電視台系動畫『犬神！』主題曲
3. Believe My Love  （HYPER TRANCE MIX）[3:17]
4. Believe My Love  （off vocal version）
5. 友情物語  （off vocal version）